# 라파렌토사우루스

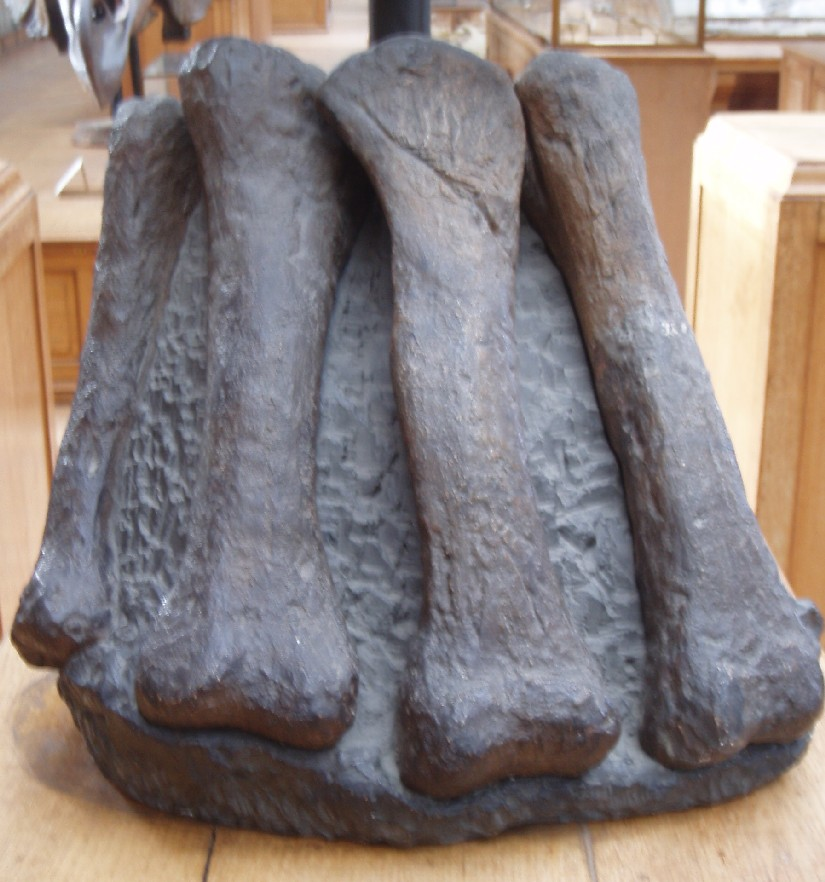

라파렌토사우루스(Lapparentosaurus)는 마다가스카르에서 살았던 용각류중에 하나인 공룡이며 디플로도쿠스과에 속하는 공룡이다. 쥐라기 중기에 마다가스카르에 서식했으며 이공룡은 1986년에 완전히 발굴되어 명명된 공룡종이다. 학명은 라파렌트의 도마뱀이란 뜻이며 몸길이 15M에 무게는 8~12톤 정도 나가는 공룡이다. 마다가스카르에서 서식했던 공룡중에선 상당히 큰편에 속하는 공룡에 해당된다.

## 라파렌토사우루스의 특징
라파렌토사우루스는 이빨이 숟가락과 많이 닮은 형상을 띠고 있으며 이것은 나뭇가지의 열매와 나뭇잎을 따먹는게 용이했을것이다. 라파렌토사우루스는 초식공룡으로 주로 나뭇가지의 열매와 나뭇잎을 즐겨먹었으며 라파렌토사우루스의 치관과 치근은 각각 전체적으로 비대칭적인 형태이며 설측쪽으론 비스듬이 휘어져 있다. 순측면은 볼록하고 표면에 줄무늬 주름 구조가 보인다. 설측면은 반대로 순측면과는 달리 납작하고 근심축과 원심축에 길고 강한 융선들이 나있으며 근심축의 용선이 더 길다. 근심축의 기저부는 점점 볼록해지지만 원심축의 원심축의 융선은 짧고 근심축에 비해 많이 구부려졌으며 원심측 기저부면은 근심측 기저부면보다 훨씬 두꺼운게 특징이다. 설측면에도 줄무늬 주름구조들이 확인된 상황이다. 치근은 길고 곧으며 거의 비슷한 굵기를 보이고 이빨의 전체적인 단면은 D자형으로 끝에서 치수선과 성장선이 보인다. 이것은 나뭇가지의 열매와 잎을 쉽게 따먹기위한 이의 구조로서 이것은 라파렌토사우루스가 나무의 열매와 잎을 먹는데 도움을 많이 줬을것이다. 천적은 알로사우루스가 된다.

## 라파렌토사우루스의 발견의 의의
라파렌토사우루스의 발견으로 마다가스카르의 공룡연구에 더욱 박차를 가하게 됐으며 이것은 앞으로 나올 공룡에 대한 해답을 줄수도 있다. 마다가스카르에 서식했던 용각류로서 이공룡은 그 의의가 큰 공룡이라고 할 수 있다.